# Psejtuk
Psejtuk (in lingua russa Псейтук) è un centro abitato dell'Adighezia, situato nel Tachtamukajskij rajon. La popolazione era di 627 abitanti al dicembre 2018. Ci sono 31 strade.